# Specie di Atypidae

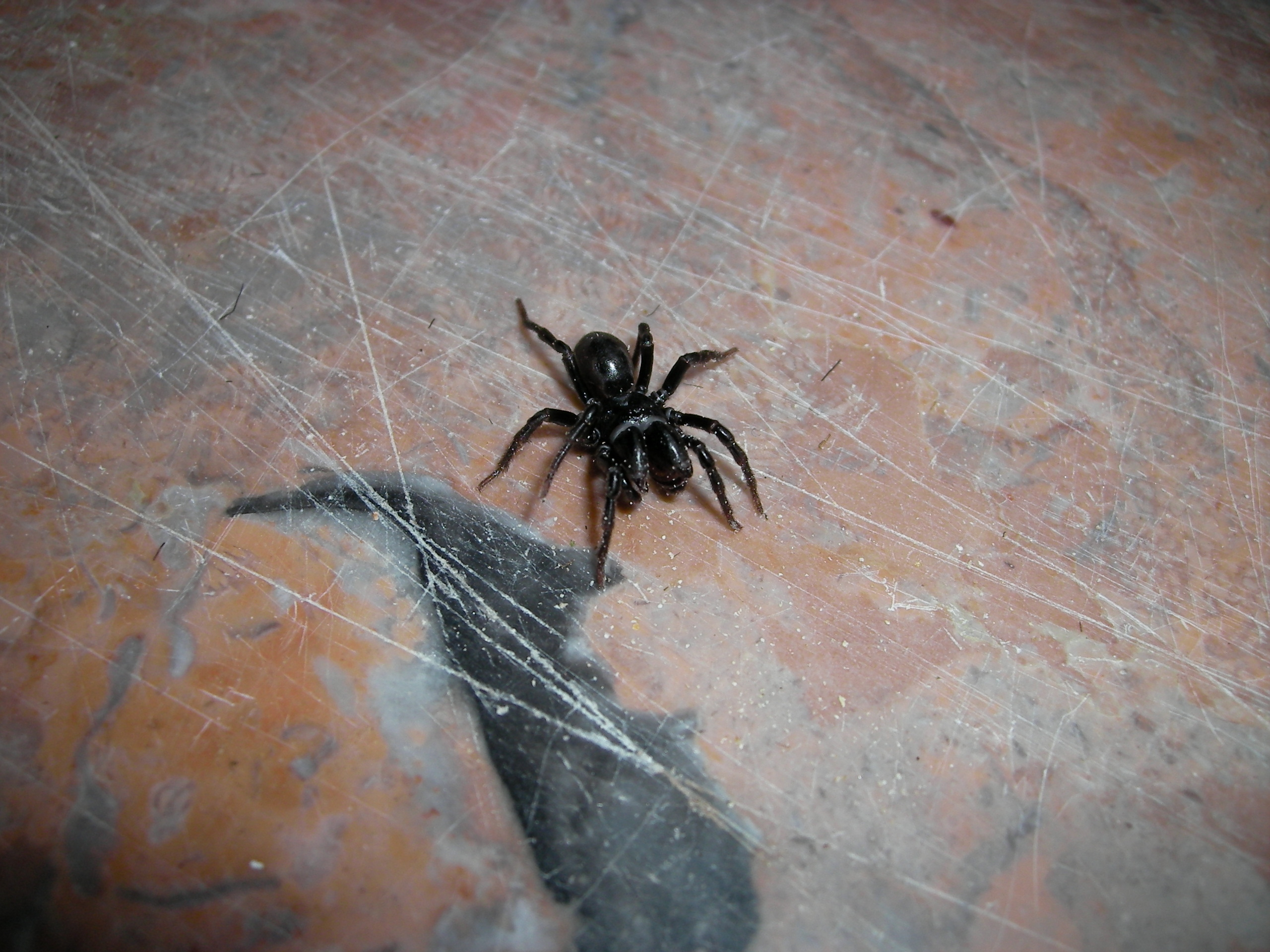
Atypus affinis

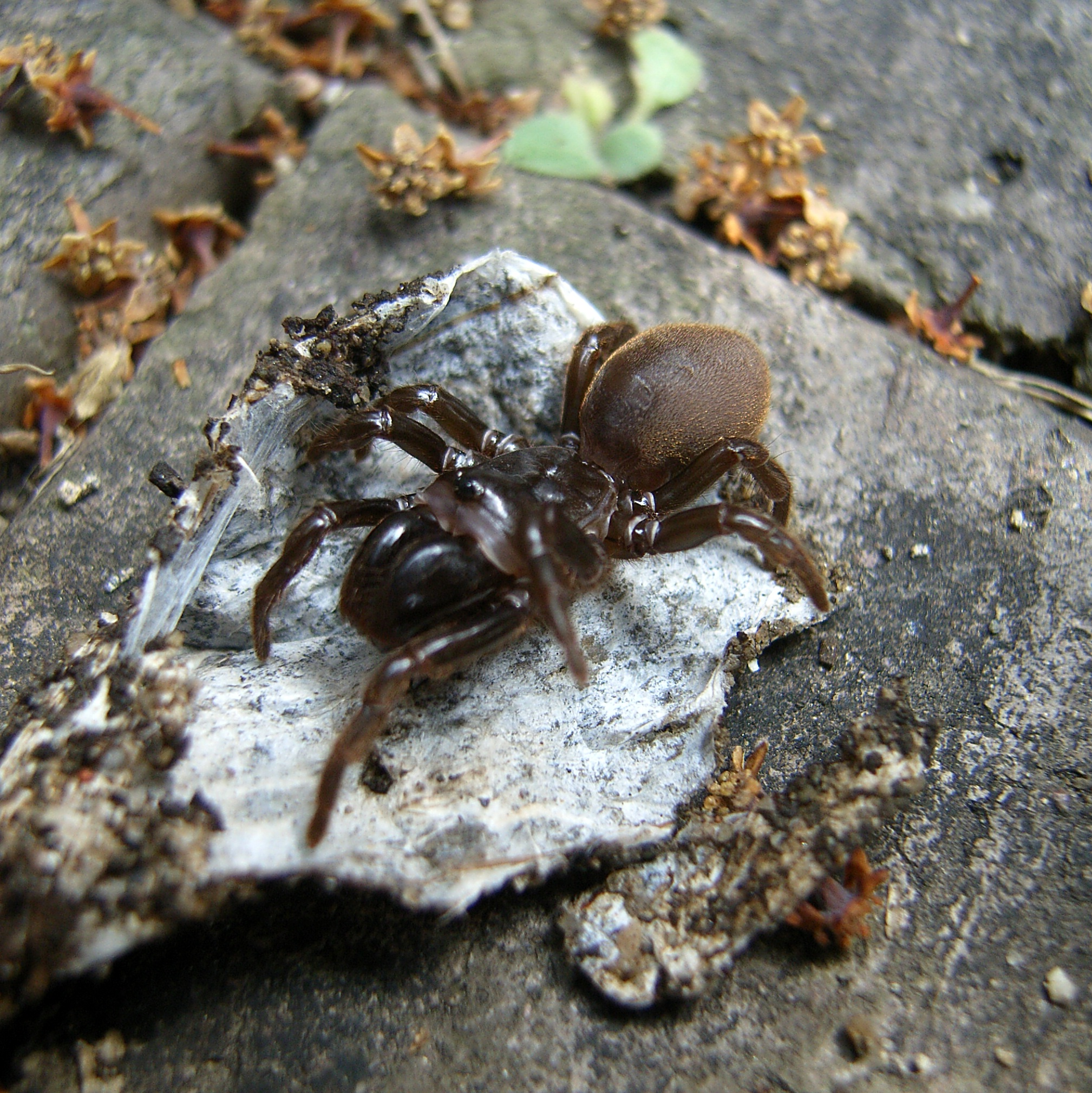
Atypus karschi

Di seguito sono elencate tutte le 49 specie della famiglia di ragni Atypidae note al 5 maggio 2012:

## Atypus
Atypus Latreille, 1804
1. Atypus affinis Eichwald, 1830 — dalla Gran Bretagna all'Ucraina, Nordafrica
2. Atypus baotianmanensis Hu, 1994 — Cina
3. Atypus coreanus Kim, 1985 — Corea
4. Atypus dorsualis Thorell, 1897 — Myanmar, Thailandia
5. Atypus flexus Zhu, Zhang, Song & Qu, 2006 — Cina
6. Atypus formosensis Kayashima, 1943 — Taiwan
7. Atypus heterothecus Zhang, 1985 — Cina
8. Atypus javanus Thorell, 1890 — Giava
9. Atypus karschi Dönitz, 1887 — Cina, Taiwan, Giappone
10. Atypus lannaianus Schwendinger, 1989 — Thailandia
11. Atypus largosaccatus Zhu, Zhang, Song & Qu, 2006 — Cina
12. Atypus ledongensis Zhu, Zhang, Song & Qu, 2006 — Cina
13. Atypus magnus Namkung, 1986 — Russia, Corea
14. Atypus medius Oliger, 1999 — Russia
15. Atypus muralis Bertkau, 1890 — dall'Europa centrale al Turkmenistan
16. Atypus pedicellatus Zhu, Zhang, Song & Qu, 2006 — Cina
17. Atypus piceus[2](Sulzer, 1776) — dall'Europa alla Moldavia, Iran
18. Atypus quelpartensis Namkung, 2002 — Corea
19. Atypus sacculatus Zhu, Zhang, Song & Qu, 2006 — Cina
20. Atypus sinensis Schenkel, 1953 — Cina
21. Atypus snetsingeri Sarno, 1973 — USA
22. Atypus sternosulcus Kim, Kim, Jung & Lee, 2006 — Corea
23. Atypus suiningensis Zhang, 1985 — Cina
24. Atypus suthepicus Schwendinger, 1989 — Thailandia
25. Atypus sutherlandi Chennappaiya, 1935 — India
26. Atypus suwonensis S.T. Kim, H.S. Kim, Jung & Lee, 2006 — Corea
27. Atypus tibetensis Zhu, Zhang, Song & Qu, 2006 — Cina
28. Atypus wataribabaorum Tanikawa, 2006 — Giappone
29. Atypus yajuni Zhu, Zhang, Song & Qu, 2006 — Cina

## Calommata
Calommata Lucas, 1837
- Calommata fulvipes (Lucas, 1835)[2] — Giava, Sumatra
- Calommata megae Fourie, Haddad & Jocqué, 2011 — Zimbabwe
- Calommata meridionalis Fourie, Haddad & Jocqué, 2011 — Sudafrica
- Calommata namibica Fourie, Haddad & Jocqué, 2011 — Namibia
- Calommata obesa Simon, 1886 — Thailandia
- Calommata pichoni Schenkel, 1963 — Cina
- Calommata signata Karsch, 1879 — Cina, Corea, Giappone
- Calommata simoni Pocock, 1903 — Africa occidentale, centrale e orientale
- Calommata sundaica (Doleschall, 1859) — Giava, Sumatra, Israele
- Calommata tamdaoensis Zha, Pham & Li, 2012 — Vietnam
- Calommata tibialis Fourie, Haddad & Jocqué, 2011 — Togo, Costa d'Avorio
- Calommata transvalica (Hewitt, 1916) — Sudafrica
- Calommata truculenta (Thorell, 1887) — Myanmar

## Sphodros
Sphodros Walckenaer, 1835

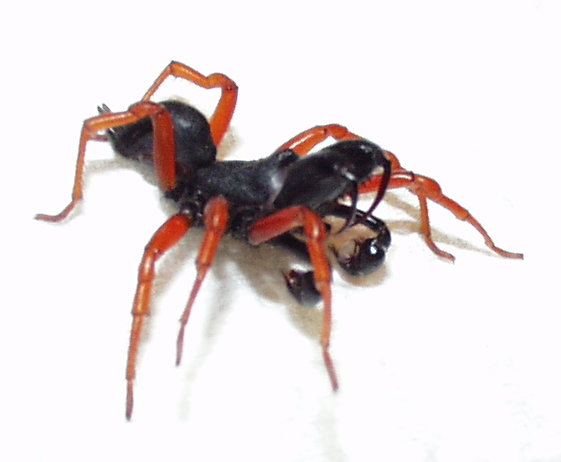
Sphodros rufipes

- Sphodros abboti Walckenaer, 1835[2] — USA
- Sphodros atlanticus Gertsch & Platnick, 1980 — USA
- Sphodros coylei Gertsch & Platnick, 1980 — USA
- Sphodros fitchi Gertsch & Platnick, 1980 — USA
- Sphodros niger (Hentz, 1842) — USA, Canada
- Sphodros paisano Gertsch & Platnick, 1980 — USA, Messico
- Sphodros rufipes (Latreille, 1829) — USA